# Кауза България
„Кауза България“ е българска политическа партия.
Партията е регистрирана през 2011 г. със седалище в гр. Пловдив. За председател на партията е избран арх. Цветелин Цоневски.

## Участие на избори

### Местни избори 2011
През 2011 година, партията участва в местните избори в община Пловдив в коалиция с партиите Новото време и Общество за нова България, която получава 5959 гласа (4,16%) и две места в Общинския съвет.

### Парламентарни избори 2013
През 2013 година, „Кауза България“ участва на парламентарните избори и получава 2 234 гласа (0,063%).